# Operação Fortitude

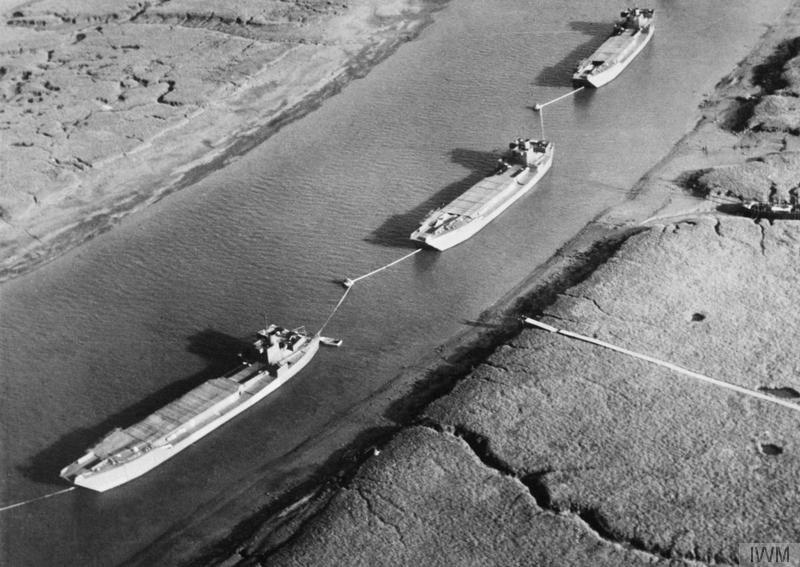
Embarcações de desembarque falsas.

Operação Fortitude foi o codinome para uma campanha de ação diversionária da Segunda Guerra Mundial empregado pelas nações aliadas como parte de uma estratégia de engano geral (codinome Bodyguard) durante a preparação para os desembarques na Normandia em 1944. O Fortitude foi dividido em dois subplanos, Norte e Sul, com o objetivo de enganar o Alto Comando Alemão quanto ao local da invasão. Foram empregados nessa operação centenas de tanques, caminhões, itens de artilharia, jipes e outros veículos infláveis.
Ambos os planos da Fortitude envolviam a criação de exércitos de campo fantasmas (baseados em Edimburgo e no sul da Inglaterra) que ameaçavam a Noruega (Fortitude Norte) e Pas de Calais (Fortitude Sul). A operação pretendia desviar a atenção do Eixo da Normandia e, após a invasão em 6 de junho de 1944, atrasar o reforço convencendo os alemães de que os desembarques eram puramente um ataque diversionista.

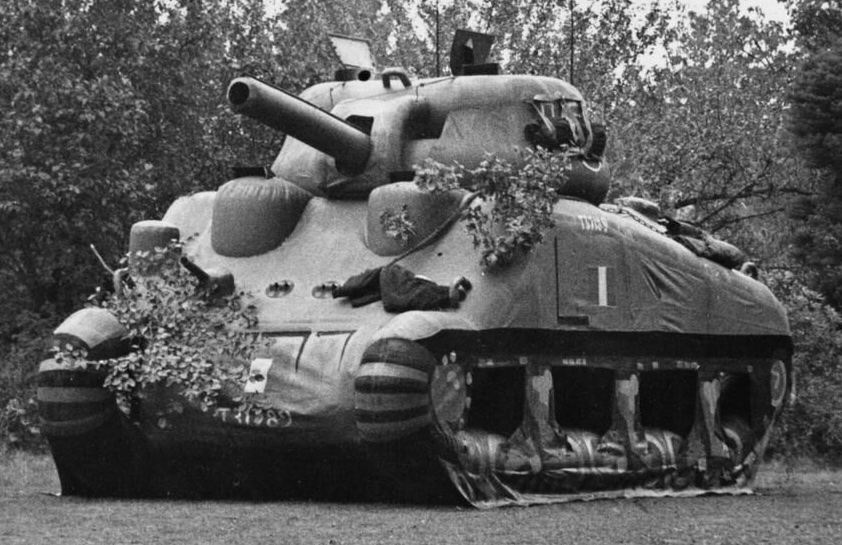
Um tanque falso inflável, simulando um M4 Sherman.

## Contexto
Fortitude foi um dos principais elementos da Operação Bodyguard, o estratagema geral diversionário usado pelos Aliados para os desembarques na Normandia. O principal objetivo do Bodyguard era garantir que os alemães não aumentassem a presença de tropas na Normandia e fazê-lo promovendo a aparência de que as forças aliadas atacariam em outros locais.
Após a invasão de 6 de junho de 1944, o plano era atrasar o movimento das reservas alemãs para a cabeça de ponte da Normandia e evitar um contra-ataque potencialmente desastroso. Os objetivos da Fortitude eram promover alvos alternativos da Noruega e Calais.

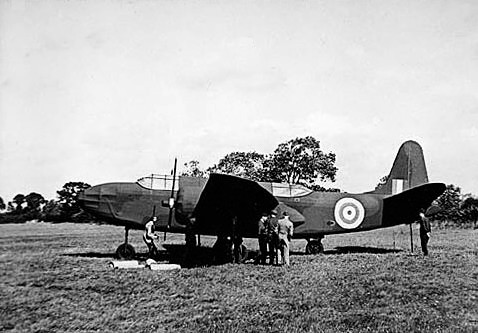
Uma aeronave falsa, modelada como um Douglas A-20.

Fortitude foi dividida em duas partes, Norte e Sul, ambas com objetivos semelhantes. O Fortitude North pretendia convencer o Alto Comando Alemão de que os Aliados, saindo da Escócia, tentariam uma invasão da Noruega ocupada. Fortitude Sul empregou a mesma tática, com o objetivo aparente de atacar Pas de Calais.

## Impacto
Os Aliados foram capazes de julgar o quão bem o Fortitude funcionava por causa do Ultra, a inteligência de sinais que era obtida quebrando códigos e cifras alemãs. Em 1º de junho, uma transmissão decifrada por Hiroshi Ōshima, o embaixador japonês, para seu governo relatou uma conversa recente com Hitler e confirmou a eficácia do Fortitude. Quando perguntado sobre os pensamentos de Hitler sobre o plano de batalha dos Aliados, ele disse: "Acho que ações diversionistas ocorrerão em vários lugares - contra a Noruega, a Dinamarca, a parte sul da França ocidental e a costa mediterrânea francesa". Ele acrescentou que esperava que os Aliados atacassem em força através do Estreito de Dover.
 

O engano também foi auxiliado por avaliações alemãs muito altas das capacidades aliadas. Em uma apreciação de 8 de maio, von Rundstedt disse:
A tonelagem observada do navio de desembarque poderia ser considerada suficiente para 12 ou 13 divisões (menos equipamento pesado e elementos traseiros) para rotas marítimas bastante curtas. Ao todo (estimando-se a capacidade dos outros portos ingleses até agora não cobertos por recce visual e fotográfico) deve ser esperado um provável emprego de pelo menos 20 e provavelmente mais divisões na primeira onda. A estes devem juntar-se fortes forças de aterragem aérea.
Durante o curso de Fortitude, a quase completa falta de reconhecimento aéreo alemão, juntamente com a ausência de agentes alemães descontrolados na Grã-Bretanha, chegou a tornar o engano físico quase irrelevante. A falta de confiabilidade dos "vazamentos diplomáticos" resultou em sua descontinuação. A maior parte das fraudes no sul foi realizada por meio de falso tráfego sem fio e por meio de agentes duplos alemães. No entanto, esses métodos tiveram um impacto significativamente menor para Fortitude North. Em seu livro de 2000, Fortitude: The D-Day Deception Campaign, Roger Fleetwood-Hesketh, um membro da Ops (B), concluiu que "nenhuma evidência foi encontrada até agora para mostrar que o engano sem fio ou a má direção visual fizeram qualquer contribuição". Pensa-se que os alemães não estavam realmente monitorando o tráfego de rádio que estava sendo simulado.
No geral, Fortitude foi bem-sucedido por várias razões:
- A visão de longo prazo adotada pela inteligência britânica de cultivar agentes duplos como canais de desinformação para o inimigo.
- O uso de Ultra decodifica mensagens criptografadas por máquina entre a Abwehr e o Alto Comando alemão, o que rapidamente indicou a eficácia das táticas de engano. Esse é um dos primeiros usos de um sistema de engano de ciclo fechado. As mensagens eram geralmente criptografadas por Fish, em vez de máquinas Enigma.
- Reginald Victor Jones, diretor assistente de Inteligência (Ciência) do Ministério da Aeronáutica britânico, insistiu que, por razões de engano tático, para cada estação de radar atacada dentro da área real de invasão, duas deveriam ser atacadas fora dela.
- A natureza extensiva da máquina de inteligência alemã e a rivalidade entre os vários elementos.
- O general George Patton era o líder que os alemães mais temiam, e eles o consideravam o melhor general dos Aliados. Portanto, o Alto Comando alemão acreditava que ele lideraria o ataque ousado.

Um autor diz que em 5 de junho antes de autorizar a Operação Overlord, Eisenhower recebeu uma mensagem que foi enviada por Hitler a Rommel com ordens de batalha de que a invasão da Normandia era iminente, mas que era uma tentativa de retirar as tropas da invasão real cinco dias depois contra os Portos do Canal, e Rommel não deveria mover nenhuma tropa. Isso significaria que os Aliados teriam cinco dias sem oposição determinada. Ele foi enviado em uma mensagem de rádio Fish e descriptografado por Colossus, de acordo com um relato de Tommy Flowers. Outro autor duvida que Hitler teria enviado mensagens sobre a invasão na época, já que a frota invasora havia navegado em 4 de junho, mas foi adiada por 24 horas, e mesmo com Colossus, os decodificadores poderiam levar dias ou semanas. Ele acha que Flowers pode ter embelezado ou se lembrado mal da história na vida adulta. As opiniões de Hitler sobre a invasão real são amplamente atribuídas à mensagem do embaixador japonês em Berlim, Ōshima, após uma reunião em 27 de maio. De qualquer forma, durante a primeira semana de junho de 1944, Eisenhower estava mais preocupado com o clima do que se os alemães haviam sido enganados sobre a localização da invasão.